# O.N.D. Pordenone 1939-1940
Questa voce raccoglie le informazioni riguardanti l'Associazione Calcio Pordenone nelle competizioni ufficiali della stagione 1939-1940.

## Rosa
| N. |                   | Ruolo | Calciatore          |
| -- | ----------------- | ----- | ------------------- |
|    | Italia (bandiera) | C     | Emilio Borsetti     |
|    | Italia (bandiera) | D     | Ferdinando Bortolin |
|    | Italia (bandiera) | D     | Bruno Cremona       |
|    | Italia (bandiera) | A     | Francesco Cum       |
|    | Italia (bandiera) | A     | Walter Del Medico   |
|    | Italia (bandiera) | D     | Francesco Gordolo   |
|    | Italia (bandiera) | D     | Renzo Giovannoni    |
|    | Italia (bandiera) | P     | Attilio Gino        |

| N. |                   | Ruolo | Calciatore         |
| -- | ----------------- | ----- | ------------------ |
|    | Italia (bandiera) | C     | Silvestro Lena     |
|    | Italia (bandiera) | A     | Angelo Lodolo      |
|    | Italia (bandiera) | A     | Romolo Roncarati   |
|    | Italia (bandiera) | C     | Guerino Ros        |
|    | Italia (bandiera) | P     | Guido Rossi        |
|    | Italia (bandiera) | A     | Mario Sartor       |
|    | Italia (bandiera) | D     | Mario Scalata      |
|    | Italia (bandiera) | D     | Giordano Tangerini |